# 倉沢進
倉沢 進（くらさわ すすむ、1934年 - 2019年7月28日は、日本の社会学者。東京都立大学 (1949-2011)名誉教授。専門は、都市社会学。叙正四位。瑞宝中綬章受章。

## 人物
東京生まれ。1956年、東京大学文学部社会学科卒業。1961年、同大学院社会科学研究科社会学専攻博士課程単位修了。その後、東京学芸大学教育学部専任講師、同助教授、東京都立大学 (1949-2011)人文学部助教授、同教授、放送大学教授を歴任。

## 研究
都市コミュニティ論を専門とする。60年代末から進められた日本のコミュニティ政策（旧自治省）の立役者の一人。

## 主な著書

### 単著
- 『日本の都市社会』（福村出版, 1968年）
- 『コミュニティ論』（放送大学教育振興会, 1998年）

### 共著
- （富永健一）『階級と地域社会』（中央公論社, 1971年）
- 『日本の都市政策』磯村英一共著 鹿島研究所出版会 1973
- （李国慶）『北京――皇都の歴史と空間 (中公新書, 2007年)

### 編著
- 『都市社会学』（東京大学出版会,1973年）
- 『まちづくり――その知恵と手法』（ぎょうせい, 1982年）
- 『東京の社会地図』（東京大学出版会, 1986年）
- 『大都市の共同生活――マンション団地の社会学』（日本評論社, 1990年）
- 『大都市高齢者と盛り場――地蔵通りを作る人々』（日本評論社, 1994年）

### 共編著
- （鈴木広）『都市社会学』（アカデミア出版会, 1984年）
- （鈴木広・秋元律郎）『都市化の社会学理論』（ミネルヴァ書房, 1987年）
- （秋元律郎）『町内会と地域集団』（ミネルヴァ書房, 1990年）
- （町村敬志）『都市社会学のフロンティア――構造・空間・方法』（日本評論社, 1992年）
- （川本勝）『社会学への招待』（ミネルヴァ書房, 1992年）
- （秋元律郎・岩永雅也）『社会学入門』（放送大学教育振興会, 2004年）
- （浅川達人）『新編 東京圏の社会地図 1975‐90』（東京大学出版会, 2004年）

### 翻訳
- G.ショウバーグ『前産業型都市 都市の過去と現在』鹿島研究所出版会 1968

## 栄典
- 2012年11月 瑞宝中綬章受章